# Hidalgoa
Hidalgoa es un género de plantas fanerógamas perteneciente a la familia de las asteráceas. Tiene 31 especies.

## Especies seleccionadas
- Hidalgoa breedlovei
- Hidalgoa lessingii
- Hidalgoa pentamera
- Hidalgoa steyermarkii
- Hidalgoa ternata
- Hidalgoa uspanapa
- Hidalgoa werklei[2]